# آندوج
آندوج (به لاتین: Andowj) یک منطقهٔ مسکونی در افغانستان است که در ولایت بدخشان (افغانستان) واقع شده‌است.